# جینا جفریس
جینا جفریس (زاده ۱ آوریل ۱۹۶۸)، همچنین با نام‌های جینا جفریس، جینا هیلنبرگ و جینا مک کورمک، خواننده، ترانه‌سرا و مجری رادیویی استرالیایی است.
در دسامبر ۱۹۹۹، جفری در گشت وظیفه - کنسرت برای سربازان در دیلی اجرا کرد.
از ژانویه ۲۰۲۲، جفریس جایگزین سارا فورستر به عنوان مجری برنامه صبحانه ستاره ۱۰۴٫۵ در ساحل مرکزی نیو ساوت ولز در کنار دیو رابتز شد.